# Sarédutant
Sarédutant ou SR 48968, est un antagoniste des récepteurs neurokinie-2 développé par Sanofi Aventis pour lutter contre la dépression (antidépresseur) et l'anxiété (anxiolytique). En 2007 il est en phase 3 du développement clinique.
En mai 2009, Sanofi-Aventis publie ses résultats trimestriels, et annonce l'arrêt de 14 projets de recherche-développement, dont le sarédutant en phase 3, dans le traitement de la dépression.